# Jamie Greubel-Poser
Jamie Greubel-Poser (n. 9 noiembrie 1983, Princeton, New Jersey, SUA) este o sportivă ce a reprezentat Statele Unite ale Americii, medaliată olimpică. A participat la 2 ediții ale Jocurilor Olimpice (2014, 2018) în care a câștigat o medalie de bronz.